# Trimerotropis huroniana
Trimerotropis huroniana es una especie de saltamontes perteneciente a la familia Acrididae. Se encuentra en Norteamérica.